# Bankstormløb
Et bankstormløb (engelsk bank run) er et økonomisk begreb, som betyder, at usædvanligt mange kunder pludselig hæver, eller forsøger at hæve, deres indlån i en bank. Det kan skyldes rygter om, at banken er i fare for at gå konkurs. Under depressionen i 1930'erne var der således gentagne gange en række stormløb mod de amerikanske banker.